# Волкошов
Волкошов (укр. Вовкошів) — село, входит в Гощанскую поселковую общину Ровненского района Ровненской области Украины.
Население по переписи 2001 года составляло 411 человек. Почтовый индекс — 35420. Телефонный код — 3650. Код КОАТУУ — 5621284403.